# Турбаба Дмитро Петрович
Дмитро́ Петро́вич Турба́ба  (20 вересня (2 жовтня) 1863, Катеринослав — †20 листопада 1933) — хімік.

## Біографія
По закінченні Харківського університету працював у ньому (1885–1900).
у 1900–1920 роках — професор неорганічної хімії Томського технологічного інституту, від 1923 року — Сімферопольського університету.

## Праці
Основні праці з теорії розчинів (зокрема водних розчинів мурашиної і оцтової кислот) і каталізу.